# Annamämmet Annamämmedow
Annamämmet Býaşimowiç Annamämmedow (russisch Аннамаммед Бяшимович Аннамамедов Annamammed Bjaschimowitsch Annamamedow, englische Transkription: Annamamed Annamamedov; * 31. August 1990 in der Turkmenischen SSR) ist ein turkmenischer Billardspieler aus Mary, der überwiegend in der Billardvariante Russisches Billard antritt.
Er gewann 2017 die Goldmedaille bei den Asian Indoor & Martial Arts Games in der Disziplin Dynamische Pyramide und wurde zweimal turkmenischer Meister in der Freien Pyramide (2016, 2020). 2018 gewann er als erster Turkmene eine Medaille im Freie-Pyramide-Weltcup.

## Karriere

### Russisches Billard
Annamämmet Annamämmedow nahm im März 2016 bei der Kombinierte-Pyramide-WM zum ersten Mal an einer Weltmeisterschaft teil. Er gewann sein Auftaktspiel gegen Pawel Alejnikau (6:3) und schied in der Runde der letzten 64 gegen den ehemaligen Weltmeister Jernar Tschimbajew (2:6) aus. Im weiteren Verlauf des Jahres wurde er durch einen 5:0-Finalsieg gegen Baýramgeldi Çakanow turkmenischer Meister in der Freien Pyramide und gewann mit den Turkmenistan Open (5:4 gegen Batyr Geldijew) und dem Altyn Cup (5:4 gegen Begenç Jumagylyjow) zwei weitere Turniere in seinem Heimatland. Im November besiegte er bei der Freie-Pyramide-WM unter anderem Aleksandr Sidorov und schied im Sechzehntelfinale gegen Oleg Jerkulew aus. Wenig später kam er beim Finalturnier des Kombinierte-Pyramide-Weltcups in die Runde der letzten 32, in der er Iossif Abramow unterlag.
Anfang 2017 gelangte Annamämmedow bei der Kombinierte-Pyramide-WM ins Sechzehntelfinale und bei der turkmenischen Meisterschaft ins Endspiel, in dem er sich jedoch Begenç Jumagylyjow mit 5:6 geschlagen geben musste. Im September 2017 gehörte er dem turkmenischen Aufgebot bei den Asian Indoor & Martial Arts Games in Aşgabat an, bei denen Russisches Billard erstmals Teil des Sportprogramms war, und spielte in allen drei Disziplinen. Nachdem er in der Freien Pyramide nach einer Halbfinalniederlage gegen Jernar Tschimbajew die Bronzemedaille gewonnen hatte, zog er beim Dynamische-Pyramide-Wettbewerb durch Siege gegen Francisco Bustamante und Älichan Qaranejew ins Endspiel ein, in dem er sich gegen seinen Landsmann Kamaladdin Babajew mit 5:4 durchsetzte und die Goldmedaille gewann. Beim abschließenden Kombinierte-Pyramide-Wettbewerb schied er im Viertelfinale gegen den späteren Turniersieger Ysatbek Ratbekow aus. Beim Weltcupfinale 2017 kam er erneut in die Runde der letzten 32.
Im Februar 2018 gewann Annamämmedow als erster Turkmene eine Medaille im Freie-Pyramide-Weltcup. Nachdem er unter anderem den ehemaligen Weltmeister Dmytro Biloserow und Dsjanis Kolassau besiegt hatte, musste er sich im Halbfinale dem Russen Maxim Kotschkin mit 3:6 geschlagen geben. Im weiteren Verlauf des Jahres erreichte er unter anderem das Achtelfinale der Telavi Open im georgischen Telawi. Im November 2018 zog er bei der Freie-Pyramide-WM durch Siege gegen Mykyta Adamez und Anatoli Dmitrijew erstmals ins Achtelfinale ein, in dem er Vladimir Reyes mit 4:7 unterlag.
Bei der Kombinierte-Pyramide-WM 2019 gelangte Annamämmedow erneut in die Runde der letzten 32. Im Mai 2020 wurde er durch einen 5:3-Finalsieg gegen Begenç Jumagylyjow zum zweiten Mal turkmenischer Meister in der Freien Pyramide. Bei den Turkmenistan Open 2020 schied er hingegen bereits in der Vorrunde aus.

### Snooker
Im Snooker nahm Annamämmedow 2016 an der Asienmeisterschaft teil, blieb jedoch in seinen vier Gruppenspielen sieglos und entschied lediglich sechs Frames für sich.

## Erfolge
| Ergebnis | Jahr   | Turnier                               | Finalgegner         | Endstand |
| -------- | ------ | ------------------------------------- | ------------------- | -------- |
| Sieger   | 2016/1 | Turkmenische Meisterschaft (Fr. Pyr.) | Baýramgeldi Çakanow | 5:0      |
| Sieger   | 2016   | Turkmenistan Open                     | Batyr Geldijew      | 5:4      |
| Sieger   | 2016   | Altyn Cup                             | Begenç Jumagylyjow  | 5:4      |
| Finalist | 2017   | Turkmenische Meisterschaft (Fr. Pyr.) | Begenç Jumagylyjow  | 5:6      |
| Sieger   | 2017   | Asian IMA Games – Dyn. Pyr.           | Kamaladdin Babajew  | 5:4      |
| Sieger   | 2020   | Turkmenische Meisterschaft (Fr. Pyr.) | Begenç Jumagylyjow  | 5:3      |

## Teilnahmen an Weltmeisterschaften
| Disziplin            | 2016 | 2017  | 2018  | 2019  | 2020  |
| -------------------- | ---- | ----- | ----- | ----- | ----- |
| Freie Pyramide       | L32  | n. a. | A     | –     | n. a. |
| Dynamische Pyramide  | –    | n. a. | –     | n. a. | n. a. |
| Kombinierte Pyramide | L64  | L32   | n. a. | L32   | n. a. |
| Quelle:              |      |       |       |       |       |

| Legende | Legende                               |
| ------- | ------------------------------------- |
| S       | Sieger                                |
| F       | Finalist                              |
| HF / H  | Halbfinalist                          |
| VF / V  | Viertelfinalist                       |
| AF / A  | Achtelfinalist                        |
| LX      | Niederlage in der Runde der letzten X |
| R2      | Niederlage in Runde 2                 |
| R       | Vorrundenaus/Niederlage in Runde 1    |
| –       | nicht teilgenommen                    |
| n. a.   | nicht ausgetragen                     |